# マハバード共和国

マハーバード共和国
کۆماری کوردستان（クルド語）
جمهوری مهاباد（ペルシア語）

国歌: ئەی ڕەقیب（クルド語）
おい、敵よ 

マハーバード共和国のおおよその範囲

マハーバード共和国（クルド語: Komarî Mehabad、英語: Republic of Mahabad）は、パフラヴィー朝イラン領内の西アーザルバーイジャーン州西部に1946年、ソビエト連邦の傀儡政権として短期間存在したクルド人国家。大統領はカズィー・ムハンマド。

## 名称
マハーバード共和国という名称は首都名に由来する通称であり、公式な国名はクルディスタン共和国 だった。

## 歴史

### 前史
1941年、ソヴィエト連邦がイランに進駐。1945年8月にはイラン・クルディスタン民主党が成立し、イラン国家内の自治獲得を目指した。

### 樹立
第二次世界大戦後の1946年1月22日、南下政策を推し進めるソヴィエト連邦の後押しによってマハーバードで自治政府の樹立を宣言した。マハーバート共和国は、一方では、国外に「空間」を求めたソ連の政策によってつくられた側面があるものの、他方で、クルド人の宗教家や知識人らが政権に参加しており、民族自決を目指す運動としての側面も有していた。
クルド人の分離独立を認めないイラン政府は、1946年4月に北部石油開発の独占権を持つソ連とイランの共同出資会社（ソ連51%、イラン49%）を設立することを条件にソ連軍の撤退を認めさせた。そして実際にソ連軍が撤退すると、イラン政府は同年12月に政府軍を投入し、12月15日にマハーバード共和国を崩壊させた。
1947年3月31日、カズィー・ムハンマドがマハーバードのチャハール・チェラーグ広場で絞首刑となった。